# Tira (Israël)
Pour les articles homonymes, voir Tira.
 (septembre 2020).
Si vous disposez d'ouvrages ou d'articles de référence ou si vous connaissez des sites web de qualité traitant du thème abordé ici, merci de compléter l'article en donnant les références utiles à sa vérifiabilité et en les liant à la section « Notes et références ».
Tira (arabe : الطيرة ), (hébreu : טִירַה) est une ville israélienne située dans le District centre avec une superficie de 11 894 dounam. Elle a été reconnue comme ville en 1991.

## Situation
Tira est située à l'est du centre de la plaine côtière, sur une chaîne des hautes collines à 75 mètres d'altitude. La ville fait partie du « Triangle », un groupe de villes et villages arabes israéliennes proches de la Ligne verte. Tira est voisine de Kfar Saba, et se trouve à 20 km de Netanya et 30 km de Tel-Aviv.

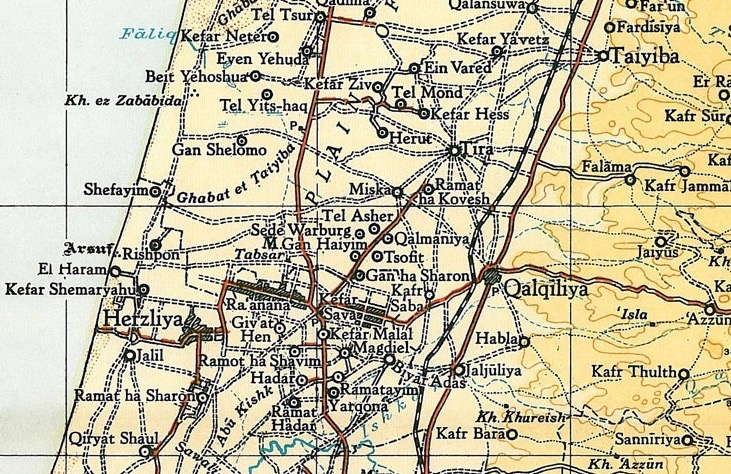
Tira sur une carte de 1945 au 1:250,000.

## Histoire
Au XIIe siècle, pendant la période des Croisades, le village appartenait à l'ordre de Saint-Jean. Aux XIVe et XVe siècles, Tira était un arrêt sur la route reliant Gaza à Damas et un camp avait été construit.
En 1947, le plan de partage de la Palestine adopté par l'ONU attribué Tira et ses alentours à l'État juif. Les habitants de la ville, en majorité arabe, deviennent alors citoyens à part entière de l'État d'Israël.

## Démographie
Selon le Bureau central des statistiques, en 2004, 99% des habitants de la ville sont sunnites arabes. Un petit nombre de Juifs vivent également à Tira, notamment en raison du coût moins élevé de l'hébergement à Tira par rapport aux localités à majorité juive.
En décembre 2005, la population de la ville atteint environ 20 700 personnes. Quant au ratio hommes / femmes pour 1 000 hommes, il y a 971 femmes.

## Climat
À Tira, de manière générale, le climat est méditerranéen, et se caractérise par un été chaud et humide, un automne et un printemps modérés, avec un hiver froid et pluvieux.

## Personnalités
- Sayed Kashua est né à Tira[1]